# Grčka mitologija
Grčka mitologija sastoji se od mitova o bogovima i herojima, a korijen joj je u vjerovanju starih Grka. Grčki bogovi izgledali su kao ljudi, imali vrline i mane kao ljudi, razlikovali su se po tome što su bili besmrtni, više-manje neranjivi te sposobni postati nevidljivi i putovati brzinom svjetlosti, a živjeli su na Olimpu. Ova izvješća su prvobitno širena usmenom pjesničkom tradicijom; danas grčki mitovi su poznati prije svega iz starogrčke književnosti.

### Komparativna mitologija
Godine 1871. Edward Burnett Tylor objavio je svoje djelo Primitivna kultura u kojoj se koristio metodom komparacije te pokušao objasniti porijeklo i evoluciju religije. Max Müller učinio je to isto na području mitova te se stoga smatra osnivačem komparativne mitologije svojim istoimenim djelom. Mitom su se bavili i psiholozi poput Sigmunda Freuda i Carla Gustava Junga. Károly Kerényi piše da je mitologija, odnosno – mitologem – priča koja je dobro poznata i ispričana o bogovima i junacima, ali već ju je postalo nemoguće nanovo oblikovati i mijenjati. Poslije se i Kerény priklonio nekim Jungovim zaključcima.
Postoje brojne teorije o izvornom porijeklu mitova, a s time i same grčke mitologije. Prema skripturalnoj teoriji, sve su mitološke legende izvedene iz različitih pričanja religijskih tekstova. Prema povijesnoj teoriji, sve su osobe u mitologiji nekoć bile ljudska bića, a legende i fantastična obilježja dodaci su kasnijeg vremena. Primjerice, priča o Eolu izvedena je iz priče o vladaru na nekom otoku u Tirenskome moru. Alegorijska teorija govori da su svi mitovi simbolički i da je svaka priča zapravo alegorija. Fizikalna teorija govori da su elementi – zrak, vatra, voda i zemlja – bili predmet vjerskog štovanja i obožavanja, a božanstva su rođena kao personifikacija tih elemenata.
Max Müller povezivao je većinu europskih mitologija s arijskom mitologijom koju je smatrao izvornom. Godine 1891. rekao je da je najvažnije otkriće 19. stoljeća ova jednostavna jednakost: sanskrtski Dyauš pítā = grčki Zeus = rimski Jupiter = staronordijski Tyr. Podršku toj teoriji daje i etimologija, posebice indoeuropeistika. Naime, Zeusovo grčko ime povezano je s ie. korijenom *dey- = svijetliti, odnosno *dyēws = danje nebo. U nominativu je njegov oblik Ζεύς πατερ, a u genitivu se Zeús mijenja u Διός. To možemo povezati s glavnim bogom Indoeuropljana – *dyēws ph2tēr = božanski otac. Usp. u sanskrtu dyauš pítā. Iz istog korijena dolazi i lat. ime Zeusova pandana u rimskoj mitologiji, Jupitera: Iupiter, Iovis < stlat. Diovis, od genitiva u ie. – *dyeu-ph2tēr. Na rimsku je mitologiju mnogo utjecala grčka i etruščanska mitologija.
U arheologiji i mitografiji došlo je do novih otkrića. Grci su bili inspirirani nekim civilizacijama u Maloj Aziji i na Bliskom Istoku. Primjerice, Adonis je pandan bliskoistočnog "umirućeg boga", a Afroditin je pandan anatolijske Kibele.

## Kozmogonija
Teogoniju ili postanak bogova opisivali su mnogi izvori, a najpoznatije je Heziodovo djelo Teogonija.

### Primordijali
Kaos je početno ništavilo i praznina koja je ispunjavala svemir prije postanka bogova. Iz njega su nastali prvi bogovi:
- Ereb – vječna tama, nastaje iz Kaosa.
- Nikta – tamna noć (prema drugim izvorima nastala je iz spajanja Kaosa s Erebom).
- Eter – vječno svjetlo (prema drugim izvorima čisti zrak gornjeg neba koji dišu bogovi).
- Hemera – svijetli dan; kći Ereba i Nikte.
- Eros – spajatelj, prema Heziodu on je prvi koji je nastao jer je morala postajati moć, snaga koja će garantirati spajanje svemira. Bog odgovoran za požudu, ljubav i seks, također je štovan kao očinsko božanstvo. Jedan od koncepata Erosa u grčkoj misli jest taj da je Eros prastaro božanstvo koje utjelovljuje ne samo snagu erotske ljubavi nego također i kreativni poriv uvijek stvarajuće prirode, prvorođeno svjetlo koje je došlo u postojanje i uređenje svih stvari u svemiru. U eluzijanskim misterijama slavljen je kao Protagonus – prvorođeni.
- Geja – Zemlja, nastala iz Kaosa. Geja je po nekim tumačenjima Majka (božica). Zemlje – kasniji oblik praindoeuropske Velike Majke koja potječe iz razdoblja neolitika.
- Tartar – istodobno i božanstvo i mjesto u podzemlju (još dublje od Hada). U drevnim orfičkim misterijama Tartar je također i neograničena prvopostojeća "stvar" iz koje nastaju svjetlost i svemir.
- Uran – zvjezdano nebo, rođen od Geje bez začeća.
- Pont – more.

Prema orfičkim misterijama iz Kaosa prvo proizlazi Nikta.

### Titani
Titani su loza Urana i Geje. Titani – prvorođeni, prva božanstva nastala parenjem, bogovi s Olimpa nastaju parenjem Titana. Prvi naraštaj:
- Feba – Kejova supruga, božica Mjeseca.
- Hiperion – bog svjetla i sunca, stvara sa suprugom Tejom boga Sunca Helija, boginju Mjeseca Selenu, boginju zore Eju.
- Kej – nakon poraza protiv olimpskih bogova bačen je u Giros.
- Krej – Euribijin suprug.
- Kron – Zeusov otac, Rejin suprug, postaje vladar svijeta nakon oca Urana.
- Mnemozina – majka devet Muza.
- Japet – suprug nimfe Klimene, nakon poraza protiv olimpskih bogova bačen je u Tartar.
- Okean – gospodar mora, najjači Titan, stvorio je sa svojom sestrom i suprugom Tetijom, bogove rijeka, mora i nimfe.
- Reja – Hestijina, Demetrina, Herina, Hadova, Posejdonova i Zeusova majka, vlada sa suprugom Kronom.
- Teja – Hiperionova supruga, tražila je za svoju djecu dio vladavine Titana, nakon toga su ubijeni Hiperion i Helije, a Selena je počinila samoubojstvo.
- Temida – boginja pravednosti i reda, druga Zeusova supruga (nakon Metide), poznaje budućnost i omogućila je Deukalijonu i Piri da prežive veliku poplavu da bi mogli ponovno nastaniti zemlju.
- Tetija – boginja mora, Okeanova supruga, kao Herina dadilja proklela je zvijezde da vječno šeću po nebu.

## Teogonija
Unutar grčke mitologije vidljiva su dva načina za dolazak u život:
1. dijeljenje (Geja, Nikta)
2. parenje (Hiperion, Zeus)

Prvotna božanstva nastaju dijeljenjem od Kaosa, no poslije Geje gotovo sva božanstva koja su nastala dijeljenjem imaju negativan predznak (smrt, prijevara, itd...) i u većini slučajeva potječu od Nikte (tamne noći). Također božanstva nastala dijeljenjem gotovo nikada se ne udružuju s božanstvima nastalim parenjem.
Primjećuje se model reprodukcije, iz djelovanja dvaju bića, muškog i ženskog, u božanskom, a i u ljudskom društvu. Prvi odgovor mita na pitanje: Koji je uzrok ovome? postaje: Ovo je njegov otac i ovo je njegova majka.
Nakon Kaosa pojavljuje se Geja, vječna osnova bogova s Olimpa. Dijeljenjem ona stvara Urana (zvjezdano nebo), svog sina i muža, njoj jednakog da je prekriva, te Ponta (dubine mora i planinske vrhunce).
Parenjem s Uranom nastaju Okean (svjetski ocean) i Krije, te navedeni prvi naraštaj Titana, a s njima i posljednji, najmoćniji i najstrašniji Titan, Kron.
Njezini kasniji potomci s Uranom divovski su jednooki Kiklopi, graditelji zidova. Poslije dobivaju pojedinačna imena:
- Bront – grmljavina.
- Sterop – grom.
- Arger (sjajni) – snaga i moć svih zanata.

Tri strašna sina Geje i Urana, storuki i pedesetoglavi Hekatonhiri:
- Kot
- Briorej
- Gige.

### Olimpski bogovi
Zeus je s bogovima živio na Olimpu, bio je otac mnogih bogova i heroja. Iz veza bogova sa smrtnicima rođeni su polubogovi i heroji. Grčki bogovi imali su sve ljudske mane i vrline: oni vole, mrze, griješe u izvanbračnim vezama, opijaju se medovinom. Na njih kao i na ljude djeluju Mojre (Srde).
- Zeus – otac mnogih bogova i junaka, gospodar neba i zemlje, bog groma, munje i oluje.
- Afrodita – božica je ljubavi, ljepote, požude i spolnosti.
- Apolon, Feb – bog je medicine, proroštva, streličarstva, glazbe, sunca i kolonizacije te muške ljepote.
- Ares – bog rata i bojne vreve; simbol hrabrosti, silovitosti i junačke snage.
- Artemida – božica je Mjeseca, zvijeri i lova, zaštitnica djevojaka, božica svadbe i poroda.
- Atena – božica je civilizacije, mudrosti, snage, pravednog rata, tkanja, metalurgije i obrta.
- Demetra – božica zemlje, ratarstva, plodnosti, a u prvom redu žita.
- Dioniz – bog plodnosti zemlje, bog vegetacije, vina, žena.
- Had – bog podzemnog svijeta.
- Heba – božica mladosti; vrčonoša bogovima na Olimpu.
- Hefest – bog kovač, zaštitnik obrtnika, kipara, metalurga i vatre.
- Helije – bog Sunca.
- Hera – vrhovna je starogrčka božica, Zeusova žena i sestra; božica braka.
- Hermes – glasnik bogova, zaštitnik putnika i lopova, pastira, pjesnika, atletičara i trgovaca.
- Perzefona – Demetrina kći, Hadova žena, božica podzemnog svijeta.
- Posejdon – bog mora, vode, vladar potresa.

### Ostala božanstva
- Kron – otac olimpskih bogova, bog žetve.
- Adonis – bog žita, smrti i ponovnog rođenja.
- Asklepije – bog liječništva.
- Eol – bog vjetra.
- Eros – bog ljubavi.
- Erinije – boginje osvete i prokletstva.
- Heraklo – sin Zeusa i kraljice Alkmene, polubog i junak.
- Hestija – božica je srca, ognjišta i doma.
- Leta – božica ratara i stočara.
- Mojre – božice životne sudbine.
- Morfej – bog sna.

- Muze – Zeusove i Mnemozinine kćeri, pokroviteljice znanosti i umjetnosti:
  - Euterpa – zaštitnica glazbe i lirske poezije
  - Erato – zaštitnica ljubavnog i himničkog pjesništva
  - Kaliopa – zaštitnica epske poezije i govorništva
  - Klio – zaštitnica povijesti i junačkog pjesništva
  - Melpomena – zaštitnica tragedije
  - Polihimnija – zaštitnica svete pjesme i himni, a također i agrikulture i pantomime
  - Talija – zaštitnica komedije i bukolike (pastirska poezija)
  - Terpsihora – zaštitnica korske lirike i plesa
  - Uranija – zaštitnica astronomije.

- Nimfe – snage prirode utjelovljene u polubožanskim mladim ženama.
- Pan – bog šuma, njiva, zaštitnik stada i pastira.
- Tanatos – bog smrti.
- Zefir – bog zapadnog vjetra.

### Mitološka stvorenja
- Harpija
- Himera
- Hiron
- Kentaur
- Kerber
- Kiklop
- Lernejska Hidra
- Mantikora
- Minotaur
- Nemejski lav
- Pegaz
- Piton (mitologija)
- Satiri
- Nimfe
- Mojre

### Junaci
- Ahilej
- Eneja
- Hektor
- Heraklo
- Jazon
- Odisej
- Perzej
- Tezej

### Ostali ljudi
- Sinis

### Titanomahija
U ratu između Titana i bogova Titani su izgubili. U tome ratu Titani su bili predvođeni Kronom, a uključivali su: Keja, Krija, Hiperiona, Japeta, Atlanta i Menetija.
Olimp je bio predvođen Zeusom (Kronovim i Rejinim sinom) i uključivao je: Hestiju, Demetru, Heru, Hada, Posejdona, Hekatonhire, Gigante i Kiklope (Zeus ih oslobađa iz Tartara da mu pomognu u ratu, poslije ih ponovno zatvara).
Nakon deset godina rata Olimp pobjeđuje i razdjeljuje svijet među sobom:
- Zeus – zrak i nebo
- Posejdon – sva mora i sve vode
- Had – podzemni svijet
- Zemlja je ostavljena svim ostalim božanstvima.

Poraženi Titani zarobljeni su u Tartar. No nisu svi Titani sudjelovali u ratu, Okean i ženski titani (Teja, Reja, Temida, Mnemozina, Feba, Tetija) ostaju neutralni. Zbog toga ih Zeus nije kaznio. Hekatonhiri ostaju čuvari poraženih Titana, dok ih s vremenom Zeus nije sve ne oslobodio (osim Atlanta).
Grci klasičnog razdoblja znali su nekoliko pjesama o ratu između bogova s Olimpa i Titana. Dominantna i jedina koja je uspjela preživjeti jest Teogonija pjesnika Hezioda. Izgubljeni ep jest Titanomahija slijepog tračkog barda Tomrisa. On sam kao legendarna figura spominje se u jednom dijelu eseja O muzici koji se nekada pripisivao Plerhtu.

## Grčki i latinski nazivi
Rimljani su religiju preuzeli od Grka i imali su iste bogove i božice, s tim što su ih nazivali drugačije:
| Grčko ime | Latinsko ime |
| --------- | ------------ |
| Afrodita  | Venera       |
| Ares      | Mars         |
| Artemida  | Dijana       |
| Atena     | Minerva      |
| Demetra   | Cerera       |
| Erinije   | Furije       |
| Eros      | Kupid        |
| Had       | Pluton       |
| Hefest    | Vulkan       |
| Hera      | Junona       |
| Heraklo   | Herkul       |
| Hermes    | Merkur       |
| Kron      | Saturn       |
| Odisej    | Uliks        |
| Pan       | Faun         |
| Perzefona | Prozerpina   |
| Posejdon  | Neptun       |
| Zeus      | Jupiter      |
| Uran      | Cel          |
| Geja      | Terra        |

## Poveznice
- Olimpski bogovi
- Akadem

## Vanjske poveznice
- Mythweb.com – grčka mitologija
- Theoi.com – grčka mitologija
- Maicar.com – grčka mitologija